# Lovrenco Franičević
Lovrenco Franičević (Split, 8. siječnja 1978.), hrvatski plivač.
Natjecao se na Olimpijskim igrama 2000. Na 200 metara leptir osvojio je 39. mjesto.
Na Mediteranskim igrama 2001. osvojio je broncu na 4 x 100 metara slobodno.
Bio je član splitskog Mornara i zagrebačke Mladosti.